# هاينريش ويلهلم إرنست
هاينريش ويلهلم إرنست (بالتشيكية: Heinrich Wilhelm Ernst)‏ عازف كمان ومؤلف يهودي من مورافيا، وكان يُعتبر عازف الكمان الأبرز في وقته، كما أنه يُعد واحد من أعظم خلفاء نيكولو باغانيني. علاوة على ذلك، فقد كان فناناً مُحترماً للغاية في وقته، وكان يراه الكثيرون بأنه عازف الكمان الأفضل في ذلك الوقت، وأفضل خلف لـ باغانيني. ولم يساهم في العزف المجسم (البولي فونيك) فقط، وإنما إكتشف أيضاً طرقاً اصطلاحية جديدة لتأليف موسيقى الكمان المُجسمة، وكان من بين أصدقائه هيكتور بيرليوز وفليكس مندلسون.

## روابط خارجية
- هاينريش ويلهلم إرنست على موقع ميوزك برينز (الإنجليزية)
- هاينريش ويلهلم إرنست على موقع ديسكوغز (الإنجليزية)